# O Deutschland hoch in Ehren

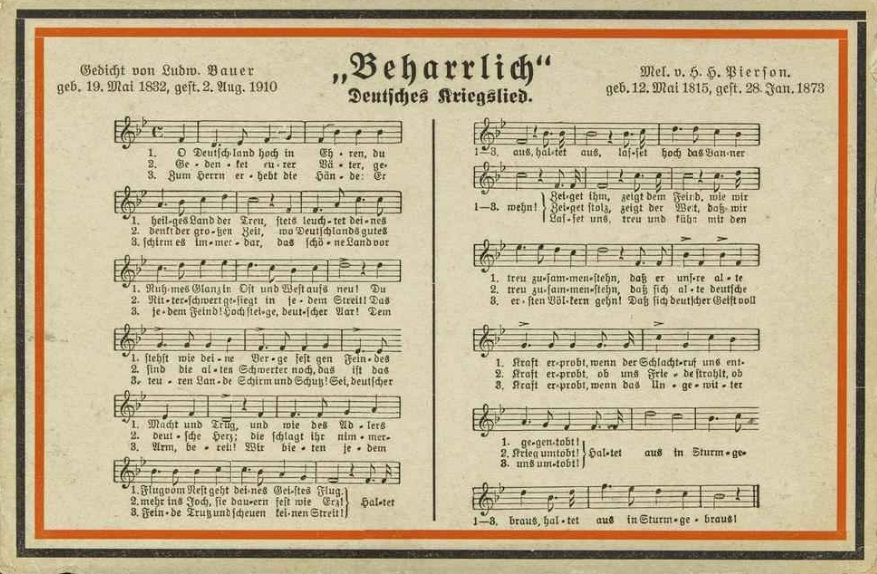
„Beharrlich“. Deutsches Kriegslied, Postkarte aus dem Ersten Weltkrieg
zentriert

O Deutschland hoch in Ehren ist ein deutsches Soldatenlied. Der Text stammt von Ludwig Bauer (1832–1910) aus dem Jahr 1859. Henry Hugo Pierson verfasste die Melodie. Das Lied gehörte später auch zum Liedgut an Schulen der Weimarer Republik und der anschließenden Zeit des Nationalsozialismus.

## Entstehung
Der von England nach Deutschland eingewanderte Komponist Henry Hugo Pierson (eigentlich Henry Hugh Pearson) hatte 1858 eine Melodie für das patriotische Kriegslied Ye mariners of England von Thomas Campbell geschrieben. 1859 lernte er Ludwig Bauer kennen, der 1861 Piersons Stieftochter Dorothea Lyser, eine damals bekannte Sängerin, heiratete. Pierson forderte Bauer auf, deutsche Worte zu dieser Melodie zu schreiben. Bauer verfasste eine erste Fassung mit dem Titel Haltet aus im Sturmgebraus! und der Anfangsstrophe
| Die Wolke kommt gezogen, im Westen droht der Sturm Der Wächter läßt den Feuerruf erschallen hoch vom Turm. Auf! Schwinge dich zum Wolkensitz vom Nest, du deutscher Aar, Laß leuchten deines Auges Blitz der Treuen Schar! Haltet aus… |

Zeitgeschichtlicher Hintergrund war die weit verbreitete Befürchtung, dass im Zuge des sich anbahnenden Sardinischen Krieges französische Truppen Deutschland angreifen könnten. Diese erste Fassung ließ Pierson durch den Würzburger Musikalienhändler Röser drucken und führte sie hier am 16. April 1859 im akademischen Musiksaal mit großem Erfolg erstmals auf. Als der tags darauf beginnende Krieg für Frankreich und Österreich unkalkulierbare Gefahren heraufbeschwor, beendeten sie ihn im Juli 1859 durch den Vorfrieden von Villafranca. Damit war die unmittelbare Bedrohung vorüber und Bauer dichtete noch im gleichen Jahr das Lied um und gab ihm die später rezipierte Form mit der Überschrift Beharrlich! Eine deutsche Volkshymne. Im Druck erschien diese überarbeitete Fassung erstmals 1860 in Leipzig bei Schubert & Co. als Piersons op. 30. Bauer nahm es nie in seine eigene Gedichtsammlungen auf.

## Geschichte und Wirkung
Der Begriff der „Treue“ wurde im Laufe des 19. Jahrhunderts politisch sakralisiert, und schließlich wurde „Meine Ehre heißt Treue“ in der Zeit des Nationalsozialismus zum Wahlspruch der SS. Das Lied „O Deutschland hoch in Ehren, Du heil’ges Land der Treu“ wurde in diesem Zusammenhang am Ende des 19. Jahrhunderts zu einem der wichtigsten patriotischen Lieder. Neben dem Deutschlandlied wurde es von deutschen Soldaten im Ersten Weltkrieg gesungen. Es galt schnell als „das beliebteste vaterländische Soldatenlied“. Seiner Beliebtheit entsprechend gab es eine ganze Reihe von teils bissigen Parodien, wovon O Deutschland hoch in Ehren, Du kannst uns nicht ernähren am meisten verbreitet war.
Der Titel war Anlass für einen gleichnamigen Roman von Dietrich Vinke aus dem Ersten Weltkrieg. Ein Buch über das „deutsche Trutzlied“ veröffentlichte Karl Reisert 1917.
Während der Weimarer Republik war das Lied neben dem Deutschlandlied und der Wacht am Rhein Bestandteil des Liedguts an Schulen. Bestrebungen, nationale Lieder als „geschmacklos und veraltet“ aus dem Unterricht zu entfernen, stießen auf politischen Widerstand.
Beim Marsch auf die Feldherrnhalle am 9. November 1923 wurde das Lied gesungen. Bei der SA war das Lied allerdings wenig gebräuchlich, da es an den konservativen Nationalismus der Vorkriegsjahre anknüpfte und nur schlecht zur Marschbegleitung eingesetzt werden konnte. Das Lied gehörte aber auch an Schulen zum musikalischen Repertoire des Nationalsozialismus. „O Deutschland hoch in Ehren“ war auch der Titel einer Auswahl deutscher Gedichte für die heranwachsende Jugend, herausgegeben von Peter Kolb 1937 bei Diesterweg.
Der im Konzentrationslager Lichtenburg inhaftierte Rabbiner Max Abraham berichtete später, dass dort Häftlinge „im Marsch-Marsch-Tempo stundenlang durch den Hof gejagt“ wurden, wobei sie die Lieder O Deutschland hoch in Ehren, Ich hatt’ einen Kameraden, O Straßburg, Märkische Heide und Deutschland, Deutschland über alles singen mussten.
Während des Zweiten Weltkriegs wurde die Melodie regelmäßig zur Untermalung besonders feierlicher oder heroischer Beiträge in der Deutschen Wochenschau eingesetzt.
Abwandlungen des Liedes sind in jüngerer Zeit auch im Rechtsrock populär, beispielsweise in einer Version der Band Schwarzer Orden als „Lied des deutschen Soldaten“, in der der christliche Bezug des Liedes durch Odin ersetzt wird.

## Text
In den Sammlungen des ausgehenden 19. und beginnenden 20. Jahrhunderts finden sich sowohl dreistrophige als auch zweistrophige Fassungen des Liedes. Die dreistrophige Fassung lautet:
1. O Deutschland hoch in Ehren, du heilges Land der Treu,

stets leuchte deines Ruhmes Glanz in Ost und West aufs neu!

Du stehst wie deine Berge fest

gen Feindes Macht und Trug,

und wie des Adlers Flug vom Nest

geht deines Geistes Flug.

Haltet aus, haltet aus, lasset hoch das Banner wehn!

Zeiget ihm, zeigt dem Feind, wie wir treu zusammenstehn,

daß er unsre alte Kraft erprobt,

wenn der Schlachtruf uns entgegentobt!

Haltet aus in Sturmgebraus, haltet aus in Sturmgebraus!

2. Gedenket eurer Väter, gedenkt der großen Zeit,

wo Deutschlands gutes Ritterschwert gesiegt in jedem Streit!

Das sind die alten Schwerter noch,

das ist das deutsche Herz:

die schlagt ihr nimmermehr ins Joch,

sie dauern fest wie Erz!

Haltet aus, haltet aus, lasset hoch das Banner wehn!

Zeiget stolz, zeigt der Welt, daß wir treu zusammenstehn,

daß sich alte deutsche Kraft erprobt,

ob uns Friede strahlt, ob Krieg umtobt!

Haltet aus in Sturmgebraus, haltet aus in Sturmgebraus!

3. Zum Herrn erhebt die Hände: Er schirm es immerdar,

das schöne Land vor jedem Feind! Hoch steige, deutscher Aar!

Dem teuren Lande Schirm und Schutz!

Sei, deutscher Arm, bereit!

Wir bieten jedem Feinde Trutz

und scheuen keinen Streit!

Haltet aus, haltet aus, lasset hoch das Banner wehn!

Lasset uns, treu und kühn, mit den ersten Völkern gehn!

Daß sich deutscher Geist voll Kraft erprobt,

wenn das Ungewitter uns umtobt!

Haltet aus in Sturmgebraus, haltet aus in Sturmgebraus!
Bei der zweistrophigen Fassung, die vor allem durch das Liederbuch für Deutsche Turner, das offizielle Liederbuch der deutschen Turnbewegung, weit verbreitet wurde, lautet die zweite Strophe:
| 2. Zum Herrn erhebt die Herzen, Zum Herrn erhebt die Hand! Gott schütze unser teures, geliebtes Vaterland. Es sind die alten Schwerter noch, Es ist das deutsche Herz, Man zwingt sie nimmermehr ins Joch, Sie dauern aus wie Erz. | Haltet aus! Haltet aus! Lasset hoch die Banner wehn! Zeiget ihm, zeigt dem Feind, Daß wir treu zusammenstehn, Daß sich unsre alte Kraft erprobt, Wenn der Schlachtruf uns entgegentobt! \|: Haltet aus im Sturmgebraus! :\| |